# Кража картин из замка Фриденштайн
Кража картин из замка Фриденштайн (нем. Kunstdiebstahl von Gotha) — хищение произведений искусства — нераскрытая кража со взломом, когда из замка Фриденштайн в Готе в ночь на 14 декабря 1979 года были украдены пять картин. Считается самым крупным хищением произведений искусства в истории Германской Демократической Республики (ГДР) и одним из самых известных в послевоенной истории Германии. В декабре 2019 года было объявлено, что пять картин снова найдены.

## История
Среди похищенных были следующие пять картин:
- «Портрет неизвестного джентльмена в шляпе и перчатках» Франса Халса
- «Проселочная дорога с крестьянскими повозками и коровами» близкий круг Яна Брейгеля Старшего
- «Автопортрет с подсолнухом» Антониса Ван Дейка (Копия; Оригинал находится в частной собственности Герцога Вестминстерского)[4]
- «Старик» Фердинанда Бола (Копия Рембрандта)
- «Святая Екатерина» Ганса Гольбейна Старшего[5]

Украденные картины в экспозиции были заменены черно-белыми фотографиями. Только для «Автопортрета с подсолнухом» было найдено сделанное перед похищением цветное фото и впервые в конце 2000-х годов во время исследований телевизионной программы Fernsehmagazins ttt — titel, thesen, temperamente вновь открыты. Стоимость похищенных картин в то время оценивалась примерно в пять миллионов марок ГДР.
Охранная сигнализация, уже установленная в музее, во время кражи ещё не работала. В помещение музея злоумышленники проникли с помощью кошек через третий этаж с западного фасада здания. Данные климат-контроля, зарегистрировавшие падение температуры, показали время кражи как два часа ночи.
Из-за обстоятельств кражи, которые показывали целенаправленный отбор картин, возможно, это была кража на заказ. Анализ способа производства найденной кошки, так и сплав её стали указали на заграничное происхождение. В краже подозревались эквилибристы коллектива Geschwister Weisheit, сотрудники музея и Саксен-Кобург-Готская династия, а после политических изменений в ГДР — экономический функционер СЕПГ Александр Шальк-Голодковский. По истечении 30-летнего срока исковой давности, § 197 Пункт 1 No 2 BGB (Гражданский кодекс Германии), по требованиям о реституции имущества согласно § 985 БГБ, в декабре 2009 года, город Гота и музей надеялись на появление сведений о местонахождении картин. Текущая стоимость произведений искусства оценивается примерно в 50 миллионов евро.

## Новое открытие. 2019
В декабре 2019 года было объявлено, что все пять картин обнаружены и изъяты. Их подлинность проверяли в исследовательской лаборатории Ратгена. В январе 2020 года подлинность картин была подтверждена.
По сообщениям прессы, владельцы похищенных картин ранее связывались с Фондом замка Фриденштайн в июле 2018 года через юриста из южной Германии. Однако, согласно исследованию новостного журнала «Der Spiegel», первоначально переговоры велись только с Кнутом Кройхом, лорд-мэром Готы, и Мартином Хорнесом, генеральным секретарем Художественного фонда Эрнста фон Сименса. Адвокат и отправитель картин, врач из Восточной Фрисландии, были обвинены в шантаже и получении краденого. Согласно уголовному законодательству, кража имеет срок давности, но западногерманская семья не может ссылаться на «добросовестный арест». По словам юриста, Фонд замка Фриденштайн «никогда не терял своего имущества в результате кражи в 1979 году, как бы эта кража ни называлась и ни объяснялась. Однако при передаче картин, если они являются оригиналами, они снова поступают во владение и собственность законных владельцев».
Картины были снова представлены с 20 по 26 января 2020 года в их первоначальном выставочном местоположении на верхнем этаже музея. Затем их сняли на реставрацию, а с 24 октября 2021 года их снова можно увидеть на специальной выставке.
По сведениям журнала «Spiegel», грабителем произведений искусства является машинист Руди Бернхардт из Шмалькальдена (погиб[прояснить] во Франкфурте-на-Майне в 2016 году). Он продал украденные картины своим друзьям.
Проведённая найденной работы (с изображением старика) экспертиза, позволила предположить, что она создана самим Рембрандтом, а не является копией с него Яна Ливенса, как считалось прежде